# Ключевская (деревня)
 Ключевская  — деревня в Афанасьевском районе Кировской области в составе Ичетовкинского сельского поселения.

## География
Расположена на расстоянии около 20 км на северо-восток от райцентра поселка  Афанасьево.

## История
Известна с 1891 года как починок Ключевский, в 1905 дворов 7 и жителей 59, в 1926 (уже современное название) хозяйств 14 и жителей 53, в 1950 8 и 19, в 1989 оставалось 11 человек .  

## Население
Постоянное население составляло 9 человек (русские 89%) в 2002 году, 4 в 2010.